# Serhij Serebrennikov
Serhij Oleksandrovyč Serebrennikov (in ucraino Сергій Олександрович Серебренніков?; Ulan-Udė, 1º settembre 1976) è un allenatore di calcio ed ex calciatore ucraino, di ruolo centrocampista.

## Palmarès

### Giocatore

#### Competizioni nazionali
- Campionato ucraino: 3

Dinamo Kiev: 1998-1999, 1999-2000, 2000-2001
- Coppa d'Ucraina: 2

Dinamo Kiev: 1998-1999, 1999-2000
- Campionato belga: 2

Club Bruges: 2002-2003, 2004-2005
- Coppa del Belgio: 1

Club Bruges: 2003-2004
- Supercoppa del Belgio: 3

Club Bruges: 2002, 2003, 2004